# Krokvågssjön
Krokvågssjön är en sjö i Ragunda kommun i Jämtland och ingår i Indalsälvens huvudavrinningsområde. Sjön har en area på 0,223 kvadratkilometer och ligger 307,8 meter över havet. Sjön avvattnas av vattendraget Gilleran.

## Delavrinningsområde
Krokvågssjön ingår i det delavrinningsområde (701430-151885) som SMHI kallar för Ovan None. Medelhöjden är 347 meter över havet och ytan är 24,12 kvadratkilometer. Räknas de 13 avrinningsområdena uppströms in blir den ackumulerade arean 179,91 kvadratkilometer. Gilleran som avvattnar avrinningsområdet har biflödesordning 2, vilket innebär att vattnet flödar genom totalt 2 vattendrag innan det når havet efter 126 kilometer. Avrinningsområdet består mestadels av skog (88 procent). Avrinningsområdet har 0,3 kvadratkilometer vattenytor vilket ger det en sjöprocent på 1,2 procent.